# Урта-Єлга
Урта́-Єлга́ (рос. Урта-Елга, башк. Уртайылға) — присілок у складі Балтачевського району Башкортостану, Росія. Входить до складу Нижньосікіязовської сільської ради.
Населення — 46 осіб (2010; 52 у 2002).
Національний склад:
- башкири — 67 %